# Sudáfrica en los Juegos Olímpicos de Sídney 2000
Sudáfrica estuvo representada en los Juegos Olímpicos de Sídney 2000 por un total de 127 deportistas que compitieron en 7 deportes.  
El portador de la bandera en la ceremonia de apertura fue el atleta Hezekiél Sepeng.

## Medallistas
El equipo olímpico sudafricano obtuvo las siguientes medallas:
| Nombre            | Deporte   | Competición       |
| ----------------- | --------- | ----------------- |
| Oro               |           |                   |
| —                 |           |                   |
| Plata             |           |                   |
| Hestrie Cloete    | Atletismo | Salto de altura F |
| Terence Parkin    | Natación  | 200 m braza M     |
| Bronce            |           |                   |
| Llewellyn Herbert | Atletismo | 400 m M           |
| Frantz Kruger     | Atletismo | Disco M           |
| Penelope Heyns    | Natación  | 100 m braza F     |